# Жан Древіль
Жан Франсуа́ Олекса́ндр Древі́ль (фр. Jean Dréville; нар. 20 вересня 1906, Вітрі-сюр-Сен, Валь-де-Марн, Франція — 5 березня 1997 Валлангужар, Валь-д'Уаз, Франція) — французький кінорежисер.

## Життєпис
Жан Древіль народився 5 березня 1906 року у Вітрі-сюр-Сен (департамент Валь-де-Марн у Франції) в сім'я Аліси та Олександра Древілів. З дитинства цікавився малюванням та фотографією. Ставши фотографом, працював журналістом у низці видань, зокрема в Photo-Ciné, cinégraphie та Stéréo.
Після зустрічі з Марселем Л'Ерб'є Жан Древіль став його асистентом на зйомках стрічки «Гроші» (1928) та дебютував як режисер, знявши документальний фільм-репортаж про зйомки «Грошей» — «Навколо „Грошей“». Після цього успішного досвіду Древіль став постановником ще низки короткометражних та документальних фільмів.
У першій половині 1930-х років Древіль поставив три комедії за сценаріями драматурга Роже Фердінанда: «Три відсотки» (1934), «Людина в золотому» (1934) та «Добрі наміри» (1935). Після знайомства у 1944 році з Ноель-Ноелем, Жан Жревіль зняв його у багатьох своїх фільмах, одна з яких — «Зануди» (1948) — була удостоєна Призу Луї Деллюка та Гран-прі французького кіно.
На початку 1960-х років Жан Древіль поставив кілька біографічних стрічок, зокрема «Лафаєтт» (1961) та «Третя молодість» (1965, про Маріуса Петіпа). У 1960 році Древіль став постановником першого спільного французько-радянського фільму «Нормандія-Німан» про бойовий шлях легендарного французького 1-го винищувального авіаполку «Нормандія-Німан», який під час Другої світовою війни воював у складі радянської 1-ї повітряної армії.
У 1952 році Жан Древіль входив до складу журі 5-го Каннського міжнародного кінофестивалю.

## Фільмографія
За час своєї кінокар'єри Жан Древіль виступив постановником 45-ти фільмів та трьох телесеріалів.
- 1936: Буря / Coup de vent
- 1937: Матінка Колібрі / Maman Colibri
- 1938: Білі ночі Санкт-Петербурга / Les nuits blanches de Saint-Pétersbourg
- 1938: Гравець у шахи / Le joueur d'échecs
- 1938: Дика бригада / La brigade sauvage
- 1939: Дядечко з Нормандії / Son oncle de Normandie
- 1942: Влада грошей / Les affaires sont les affaires
- 1943: Роквілари / Les Roquevillard
- 1943: Торнавара / Tornavara
- 1945: Клітка для солов'я / La cage aux rossignols
- 1945: Ферма повішеного / La ferme du pendu
- 1946: Відвідувач / Le visiteur
- 1947: Копія вірна / Copie conforme
- 1948: Битва за важку воду / Kampen om tungtvannet
- 1948: Зануди / Les Casse-pieds
- 1949: Повернення до життя / Retour à la vie (новели «Повернення Рене» та «Повернення Луї»)
- 1952: Сім смертних гріхів / Les sept péchés capitaux (епізод «Лінь»)
- 1952: Дівчина з батогом / La fille au fouet
- 1952: Секрет гірського озера / Das Geheimnis vom Bergsee
- 1953: Нескінченні горизонти / Horizons sans fin
- 1954: Королева Марго / La Reine Margot
- 1955: Пересадка в Орлі / Escale à Orly
- 1957: Підозрювані / Les suspects
- 1958: Пішки, верхи і на супутнику / À pied, à cheval et en spoutnik!
- 1958: Красуня і циган / La belle et le tzigane
- 1960: Нормандія-Німан / Нормандия-Неман
- 1961: Лафаєтт / La Fayette
- 1965: Третя молодість / Третья молодость
- 1966: Сплячий вартовий / La sentinelle endormie
- 1968: Пригоди на берегах Онтаріо / Die Lederstrumpferzählungen
- 1968: Останній з Могікан / Ultimul Mohican

## Визнання
| Нагороди та номінації Жана Древіля  | Нагороди та номінації Жана Древіля                            | Нагороди та номінації Жана Древіля | Нагороди та номінації Жана Древіля |
| Рік                                 | Категорія                                                     | Фільм                              | Результат                          |
| ----------------------------------- | ------------------------------------------------------------- | ---------------------------------- | ---------------------------------- |
| Венеційський кінофестиваль          |                                                               |                                    |                                    |
| 1938                                | Кубок Муссоліні за іноземний найкращий фільм                  | Гравець у шахи                     | Номінація                          |
| 1948                                | Міжнародний Гран-прі                                          | Битва за важку воду                | Номінація                          |
| 1948                                | Медаль ENIC                                                   | Жан Древіль                        | Перемога                           |
| Приз Луї Деллюка                    |                                                               |                                    |                                    |
| 1948                                | Найкращий фільм                                               | Зануди                             | Перемога                           |
| Каннський міжнародний кінофестиваль |                                                               |                                    |                                    |
| 1949                                | Гран-прі фестивалю                                            | Повернення до життя                | Номінація                          |
| 1953                                | Гран-прі фестивалю                                            | Нескінченні горизонти              | Номінація                          |
| 1953                                | Приз Міжнародної Католицької організації в царині кіно (OCIC) | Нескінченні горизонти              | Перемога                           |